# Campeonato Mundial de Snowboard de 2013 - Snowboard cross feminino
A prova do snowboard cross feminino do Campeonato Mundial de Snowboard de 2013 foi disputado entre 24 e 26 de janeiro  em Stoneham, Quebec, Canadá.

## Medalhistas
| Ouro                | Prata                   | Bronze               |
| Maëlle Ricker (CAN) | Dominique Maltais (CAN) | Helene Olafsen (NOR) |

## Resultados

### Qualificação
| Colocação | Bib | Nome                      | Nacionalidade  | Descida 1 | Colocação | Descida 2 | Colocação | Melhor    | Notas |
| --------- | --- | ------------------------- | -------------- | --------- | --------- | --------- | --------- | --------- | ----- |
| 1         | 31  | Maëlle Ricker             | Canadá         | 1:09.16   | 1         |           |           | 1:09.16   | Q     |
| 2         | 37  | Dominique Maltais         | Canadá         | 1:10.38   | 2         |           |           | 1:10.38   | Q     |
| 3         | 29  | Eva Samková               | Chéquia        | 1:10.43   | 3         |           |           | 1:10.43   | Q     |
| 4         | 30  | Nelly Moenne Loccoz       | França         | 1:10.90   | 4         |           |           | 1:10.90   | Q     |
| 5         | 34  | Helene Olafsen            | Noruega        | 1:12.40   | 5         |           |           | 1:12.40   | Q     |
| 6         | 42  | Michela Moioli            | Itália         | 1:12.54   | 6         |           |           | 1:12.54   | Q     |
| 7         | 27  | Déborah Anthonioz         | França         | 1:12.99   | 7         |           |           | 1:12.99   | Q     |
| 8         | 40  | Zoe Gillings              | Reino Unido    | 1:13.34   | 8         |           |           | 1:13.34   | Q     |
| 9         | 28  | Aleksandra Zhekova        | Bulgária       | 1:14.00   | 9         |           |           | 1:14.00   | Q     |
| 10        | 48  | Sandra Daniela Gerber     | Suíça          | 1:14.10   | 10        |           |           | 1:14.10   | Q     |
| 11        | 25  | Belle Brockhoff           | Austrália      | 1:14.89   | 11        |           |           | 1:14.89   | Q     |
| 12        | 39  | Maria Ramberger           | Áustria        | 1:15.06   | 12        |           |           | 1:15.06   | Q     |
| 13        | 32  | Raffaella Brutto          | Itália         | DNF       | 99        | 1:12.54   | 1         | 1:12.54   | q     |
| 14        | 35  | Chloe Trespeuch           | França         | 1:24.26   | 18        | 1:15.20   | 2         | 1:15.20   | q     |
| 15        | 38  | Faye Gulini               | Estados Unidos | 1:16.31   | 14        | 1:15.26   | 3         | 1:15.26   | q     |
| 16        | 47  | Carle Brenneman           | Canadá         | 1:15.65   | 13        | DNF       | 99        | 1:15.65   | q     |
| 17        | 49  | Isabel Clark Ribeiro      | Brasil         | 1:50.98   | 23        | 1:16.14   | 4         | 1:16.14   | q     |
| 18        | 43  | Susanne Moll              | Áustria        | DNF       | 99        | 1:16.56   | 5         | 1:16.56   | q     |
| 19        | 36  | Emilie Aubry              | Suíça          | 1:17.08   | 15        | 1:41.12   | 12        | 1:17.08   | q     |
| 20        | 33  | Yuka Fujimori             | Japão          | 1:17.74   | 16        | 1:17.76   | 6         | 1:17.74   | q     |
| 21        | 50  | Jade Critchlow            | Canadá         | 1:29.14   | 20        | 1:17.78   | 7         | 1:17.78   | q     |
| 22        | 54  | Irina Kovaleva            | Rússia         | 1:23.69   | 17        | 2:02.88   | 13        | 1:23.69   | q     |
| 23        | 46  | Bell Berghuis             | Países Baixos  | DNF       | 99        | 1:26.53   | 8         | 1:26.53   | q     |
| 24        | 52  | Olga Chebotareva          | Rússia         | 1:28.02   | 19        | 1:27.57   | 9         | 1:27.57   | q     |
| 25        | 26  | Simona Meiler             | Suíça          | 1:35.86   | 22        | 1:29.95   | 10        | 1:29.95   |       |
| 26        | 53  | Klára Koukalová           | Chéquia        | 2:04.59   | 25        | 1:31.15   | 11        | 1:31.15   |       |
| 27        | 55  | Zuzanna Smykala           | Polónia        | 1:33.44   | 21        | DNF       | 99        | 1:33.44   |       |
| 28        | 51  | Jenna Feldman             | Estados Unidos | 1:56.09   | 24        | DNF       | 99        | 1:56.09   |       |
| 29        | 41  | Claire Chapotot           | França         | DNF       | 99        | DNS       | 99        | 9:99.99 ! |       |
| 29        | 58  | Courtney Phillipson       | Austrália      | DNS       | 99        | DNS       | 99        | 9:99.99 ! |       |
| 29        | 57  | Modesta Juste Morauskaite | Lituânia       | DNS       | 99        | DNS       | 99        | 9:99.99 ! |       |
| 29        | 56  | Katerina Chourova         | Chéquia        | DNS       | 99        | DNS       | 99        | 9:99.99 ! |       |
| 29        | 45  | Ana Amor                  | Espanha        | DNS       | 99        | DNS       | 99        | 9:99.99 ! |       |
| 29        | 44  | Anastasia Asanova         | Rússia         | DNS       | 99        | DNS       | 99        | 9:99.99 ! |       |

## Fase eliminatória
A seguir estão os resultados da rodada de eliminação. 

### Quartas de final
| Colocação | Bib | Nome                 | Nacionalidade | Notas |
| --------- | --- | -------------------- | ------------- | ----- |
| 1         | 1   | Maëlle Ricker        | Canadá        | Q     |
| 2         | 24  | Olga Chebotareva     | Rússia        | Q     |
| 3         | 8   | Zoe Gillings         | Reino Unido   | Q     |
| 4         | 17  | Isabel Clark Ribeiro | Brasil        |       |
| 5         | 9   | Aleksandra Zhekova   | Bulgária      | DSQ   |
| 6         | 16  | Carle Brenneman      | Canadá        | DNS   |

| Colocação | Bib | Nome                | Nacionalidade | Notas |
| --------- | --- | ------------------- | ------------- | ----- |
| 1         | 5   | Helene Olafsen      | Noruega       | Q     |
| 2         | 12  | Maria Ramberger     | Áustria       | Q     |
| 3         | 13  | Raffaella Brutto    | Itália        | Q     |
| 4         | 20  | Yuka Fujimori       | Japão         |       |
| 5         | 4   | Nelly Moenne Loccoz | França        |       |
| 6         | 21  | Jade Critchlow      | Canadá        |       |

| Colocação | Bib | Nome            | Nacionalidade | Notas |
| --------- | --- | --------------- | ------------- | ----- |
| 1         | 3   | Eva Samková     | Chéquia       | Q     |
| 2         | 6   | Michela Moioli  | Itália        | Q     |
| 3         | 14  | Chloe Trespeuch | França        | Q     |
| 4         | 11  | Belle Brockhoff | Austrália     |       |
| 5         | 19  | Emilie Aubry    | Suíça         |       |
| 6         | 22  | Irina Kovaleva  | Rússia        |       |

| Colocação | Bib | Nome                  | Nacionalidade  | Notas |
| --------- | --- | --------------------- | -------------- | ----- |
| 1         | 2   | Dominique Maltais     | Canadá         | Q     |
| 2         | 7   | Déborah Anthonioz     | França         | Q     |
| 3         | 18  | Susanne Moll          | Áustria        | Q     |
| 4         | 15  | Faye Gulini           | Estados Unidos |       |
| 5         | 10  | Sandra Daniela Gerber | Suíça          |       |
| 6         | 23  | Bell Berghuis         | Países Baixos  | DSQ   |

### Semifinal
| Colocação | Bib | Nome             | Nacionalidade | Notas |
| --------- | --- | ---------------- | ------------- | ----- |
| 1         | 1   | Maëlle Ricker    | Canadá        | Q     |
| 2         | 5   | Helene Olafsen   | Noruega       | Q     |
| 3         | 13  | Raffaella Brutto | Itália        | Q     |
| 4         | 8   | Zoe Gillings     | Reino Unido   |       |
| 5         | 12  | Maria Ramberger  | Áustria       |       |
| 6         | 24  | Olga Chebotareva | Rússia        |       |

| Colocação | Bib | Nome              | Nacionalidade | Notas |
| --------- | --- | ----------------- | ------------- | ----- |
| 1         | 2   | Dominique Maltais | Canadá        | Q     |
| 2         | 14  | Chloe Trespeuch   | França        | Q     |
| 3         | 6   | Michela Moioli    | Itália        | Q     |
| 4         | 7   | Déborah Anthonioz | França        |       |
| 5         | 18  | Susanne Moll      | Áustria       |       |
| 6         | 3   | Eva Samková       | Chéquia       |       |

### Final

#### Pequena Final
| Colocação | Bib | Nome              | Nacionalidade | Notas |
| --------- | --- | ----------------- | ------------- | ----- |
| 7         | 3   | Eva Samková       | Chéquia       |       |
| 8         | 12  | Maria Ramberger   | Áustria       |       |
| 9         | 18  | Susanne Moll      | Áustria       |       |
| 10        | 8   | Zoe Gillings      | Reino Unido   |       |
| 11        | 7   | Déborah Anthonioz | França        |       |
| 12        | 24  | Olga Chebotareva  | Rússia        |       |

#### Grande Final
| Colocação         | Bib | Nome              | Nacionalidade | Notas |
| ----------------- | --- | ----------------- | ------------- | ----- |
| Medalha de ouro   | 1   | Maëlle Ricker     | Canadá        |       |
| Medalha de prata  | 2   | Dominique Maltais | Canadá        |       |
| Medalha de bronze | 5   | Helene Olafsen    | Noruega       |       |
| 4                 | 14  | Chloe Trespeuch   | França        |       |
| 5                 | 6   | Michela Moioli    | Itália        |       |
| 6                 | 13  | Raffaella Brutto  | Itália        |       |

Legenda
| Recorde mundial       | Recorde mundial (World record)               |                       | Recorde africano                      | Recorde africano (African) |                                           | Q | Classificado por posição (Qualified) |
| Recorde do campeonato | Recorde do campeonato (Championship record)  | Recorde da América    | Recorde da América (Americas)         | q                          | Classificado por melhor tempo (Qualified) |   |                                      |
| Melhor marca do ano   | Melhor marca do ano (World leading)          | Recorde asiático      | Recorde asiático (Asian)              | DNS                        | Não largou (Did not start)                |   |                                      |
| Recorde nacional      | Recorde nacional (National record)           | Recorde europeu       | Recorde europeu (European)            | DNF                        | Não terminou (Did not finish)             |   |                                      |
| Recorde pessoal       | Recorde pessoal do atleta (Personal best)    | Recorde da Oceania    | Recorde da Oceania (Oceania)          | DSQ / DQ                   | Desclassificado (Disqualified)            |   |                                      |
| Recorde da temporada  | Recorde da temporada do atleta (Season best) | Recorde sul-americano | Recorde sul-americano (South America) | NM                         | Sem marca (No mark)                       |   |                                      |